# Farsetia dhofarica
Farsetia dhofarica är en korsblommig växtart som beskrevs av Bengt Edvard Jonsell och Anthony G. Miller. Farsetia dhofarica ingår i släktet Farsetia och familjen korsblommiga växter. Inga underarter finns listade i Catalogue of Life.